# Acaenitellus punctatus
Acaenitellus punctatus là một loài tò vò trong họ Ichneumonidae.